# Saint-Just-Ibarre
Saint-Just-Ibarre – miejscowość i gmina we Francji, w regionie Nowa Akwitania, w departamencie Pireneje Atlantyckie.
Według danych na rok 1990 gminę zamieszkiwały 292 osoby, a gęstość zaludnienia wynosiła 10 osób/km² (wśród 2290 gmin Akwitanii Saint-Just-Ibarre plasuje się na 888. miejscu pod względem liczby ludności, natomiast pod względem powierzchni na miejscu 293.).